# Alf West (Fußballspieler, 1881)
Alfred „Alf“ West (* 15. Dezember 1881 in Nottingham; † 27. Juni 1944 in Radford) war ein englischer Fußballspieler. Er galt als einer der besten Abwehrspieler im englischen Fußball zu Beginn des 20. Jahrhunderts und gewann im Jahr 1906 mit dem FC Liverpool die englische Meisterschaft, wurde aber immer wieder durch Verletzungen geplagt.

## Sportlicher Werdegang
West fiel bereits früh im Nottinghamer Schulsport auf, als er Teil einer Mannschaft war, die in einem Jahr alle Spiele gewann. Als Verteidiger wurde er im Anschluss in die Jugend-Stadtauswahl berufen, die gegen Kontrahenten aus Sheffield antrat. Nachdem er die Schule noch vor seinem 16. Geburtstag verlassen hatte, schloss er sich den Nottingham Jardines an und blieb dem Klub drei Jahre treu – ab der zweiten Saison in der Notts and District League nach anfänglich ausschließlichen Freundschaftsspielen. Dazu spielte er für Radford Congregational in der Radford and District League und trat mehrfach in Regionalauswahlen an. Im Jahr 1900 zog es ihn dann zu Ilkeston Town in die Midland League. Dort führte er später eine Ligaauswahl als Kapitän an in einer Partie gegen den Meister aus Barnsley. Deren Profimannschaft war in der Second Division der Football League unterwegs und so absolvierte er ab 1902 insgesamt 42 Zweitligaspiele für die „Tykes“. Besonders auf sich aufmerksam machte er dabei mit einer guten Leistung am 31. Oktober 1903 gegen den späteren Aufsteiger Woolwich Arsenal, die dazu beitrug, dass die Partie mit 2:1 gewonnen wurde.
Nur kurze Zeit später verpflichtete ihn der Erstligist FC Liverpool, für den West dann bereits am 7. November 1903 gegen Notts County (2:1) debütierte – als rechter Verteidiger an der Seite von Joe Hoare. Später wechselte er auf die linke Seite mit Alex Raisbeck als zeitweilig neuer Rechtsverteidiger und West behielt diese Position fortan. Am 16. April 1904 schoss er per Elfmeter sein erstes Tor für Liverpool gegen den FC Bury (3:0). Obwohl West dann jedoch zum Abschluss der Saison 1903/04 in die zweite Liga abstieg, hatte sich West in der Stammformation der Reds behauptet. Sein Spiel zeichnete sich durch Verlässlichkeit und Ruhe aus. Das Zweikampfverhalten war geprägt durch technische Fertigkeiten und er setzte weniger auf physische Attribute, womit er sich auch deutlich von Mitspielern in der Abwehr wie Billy Dunlop unterschied. Er wurde schnell als einer der besten aufstrebenden Abwehrspieler seiner Zeit gehandelt und als künftiger englischer Nationalspieler. Während der Sommermonate nahm West gerne an Sprintwettbewerben teil und hier kam es Lytham zu einem Vorfall, als er versehentlich mit der Startschusspistole verletzt wurde. Gleich zwei Patronen trafen ihn oberhalb des Herzens, aber obwohl er sich zeitweise in kritischem Zustand befand, wurden keine lebenswichtigen Organe (darunter die Lunge) getroffen. Es dauerte bis zum 24. Dezember 1904, als West gegen Manchester United (1:3) in der Saison 1904/05 sein Comeback feierte. West trug letztlich in 16 Ligapartien zum direkten Wiederaufstieg bei und verpasste nur eines von 38 Spielen auf dem Weg zur englischen Meisterschaft 1906. Besondere Aufmerksamkeit zog er sich dazu in der ersten Runde des FA Cups auf sich, als er am 13. Januar 1906 gegen Leicester Fosse gleich zwei Elfmeter verschoss – dennoch wurde die Partie mit 2:1 gewonnen und erst im Halbfinale schied der Klub gegen den späteren Sieger FC Everton aus. Nach lediglich vier Pflichtspielen in der Spielzeit 1906/07, für die neben einer Verletzung auch eine „schwere Familientragödie“ verantwortlich gewesen sein soll, war er in der Saison 1907/08 wieder eine feste Größe in Liverpool. Ein Jahr später verließ er den Klub im Juni 1909 und schloss sich kurzzeitig dem FC Reading an. Von dort kehrte er aber nach dem Abstieg des Klubs aus der Southern League bereits im Mai 1910 wieder zu den „Reds“ zurück.
Nach gerade einmal vier Ligapartien für Liverpool beim zweiten Anlauf wechselte er überraschend im August 1911 zum Ligakonkurrenten Notts County. Dort absolvierte er 130 Meisterschaftsspiele bis zur kriegsbedingten Unterbrechung zwischen 1915 und 1919. Dabei musste er im Jahr 1913 den Abstieg in die zweite Liga begleiten, worauf jedoch der direkte Wiederaufstieg im anschließenden Jahr folgte. Nach dem Ende des Ersten Weltkriegs ließ West, der auch ein passionierter Golfer war, die aktive Laufbahn bei kleineren Klubs wie Mansfield Town und dem FC Shirebrook ausklingen. Knapp zweieinhalb Jahrzehnte später verstarb er Ende Juni 1944 in Radford, einem Innenstadtteil von Nottingham.

## Titel/Auszeichnungen
- Englischer Fußballmeister (1): 1906